# (6068) Brandenburg
(6068) Brandenburg ist ein Asteroid des Hauptgürtels, der am 10. Oktober 1990 von den deutschen Astronomen Freimut Börngen und Lutz D. Schmadel an der Thüringer Landessternwarte Tautenburg (IAU-Code 033) im Tautenburger Wald in Thüringen entdeckt wurde.
Der Asteroid gehört zur Eos-Familie, einer Gruppe von Asteroiden, welche typischerweise große Halbachsen von 2,95 bis 3,1 AE aufweisen, nach innen begrenzt von der Kirkwoodlücke der 7:3-Resonanz mit Jupiter, sowie Bahnneigungen zwischen 8° und 12°. Die Gruppe ist nach dem Asteroiden (221) Eos benannt. Es wird vermutet, dass die Familie vor mehr als einer Milliarde Jahren durch eine Kollision entstanden ist. Die zeitlosen (nichtoskulierenden) Bahnelemente von (6068) Brandenburg sind fast identisch mit denjenigen des möglicherweise geringfügig kleineren, wenn man von der absoluten Helligkeit von 12,85 gegenüber 14,1 ausgeht, Asteroiden (86124) 1999 RK147.
Benannt wurde er von Freimut Börngen nach dem deutschen Bundesland Brandenburg, das die Bundeshauptstadt Berlin vollständig umschließt.